# زبان ساخوری
ساخوری (цӀаӀхна миз یا ts'əxna miz) زبانی از گروه لزگی خانواده قفقازی شمال شرقی است که ساخورها در شمال جمهوری آذربایجان و جنوب غربی داغستان (روسیه) بدان گفتگو می‌کنند. این زبان دارای ۱۳٬۰۰۰ گویشور در جمهوری آذربایجان و ۹٬۷۷۰ گویشور در داغستان است.
ساخورها در شهرستان های زاقاتالا و قاخ جمهوری آذربایجان و مناطق کوهستانی بخش روتولسکی داغستان می‌زیند. ساخوری یکی از دوازده زبان رسمی داغستان است ولی در جمهوری آذربایجان از هیچ وضعیت رسمی برخوردار نیست. زبان روتول نزدیک‌ترین زبان به ساخوری است.